# جينا برانديني
جينا إليزابيث برانديني (من مواليد 20 نوفمبر 1992) هي رياضية أمريكية في سباقات المضمار والميدان، اشتهرت بسباقات السرعة، لكنها بدأت حياتها المهنية في الأصل في منافسات القفز. وهي بطلة وطنية مرتين في سباق 200 متر (2015، 2018)، وأولمبياد 2016، وحاصلة على الميدالية الفضية الأولمبية 2020.